# Siegfried Fülle
Siegfried Fülle (* 6. Oktober 1939 in Greiz) ist ein ehemaliger deutscher Geräteturner aus der DDR. Er gewann in den Jahren 1964 und 1968 zwei Bronzemedaillen im Mannschaftsmehrkampf bei Olympischen Spielen und errang zwischen 1960 und 1968 bei DDR-Meisterschaften 14 nationale Einzeltitel.

## Sportliche Erfolge

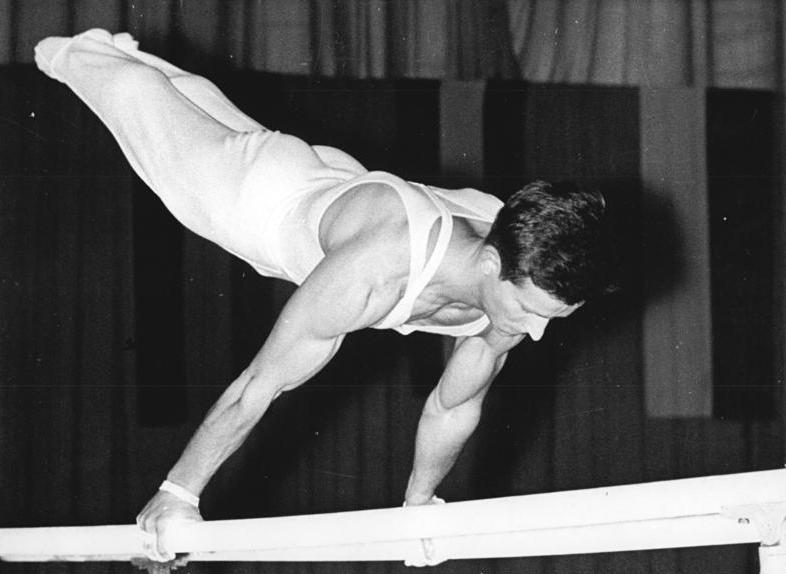
Siegfried Fülle am Barren bei einem Länderkampf in Belgrad, 1965

Siegfried Fülles Heimatverein war zunächst der SC Lokomotive Leipzig und später der SC DHfK Leipzig, bei dem Rudolf Schumacher sein Trainer war. Er nahm zwischen 1960 und 1968 an drei Olympischen Spielen teil und errang bei den Spielen 1964 in Tokio eine Bronzemedaille im Mannschaftsmehrkampf mit der gesamtdeutschen Mannschaft. Vier Jahre später wiederholte er diesen Erfolg mit der Mannschaft der DDR bei den Spielen 1968 in Mexiko-Stadt. Seine beste Platzierung in einem Einzelwettbewerb war ein siebter Platz im Einzelmehrkampf bei den Olympischen Spielen 1960 in Rom.
Bei den Turn-Weltmeisterschaften 1966 belegte er mit der DDR-Mannschaft den dritten Platz im Mannschaftsmehrkampf. In den Jahren 1960, 1961, 1963 und 1967 wurde er DDR-Meister im Einzelmehrkampf. An Einzelgeräten errang er DDR-Meistertitel 1960, 1962, 1963 und 1966 im Ringeturnen, 1959, 1963 und 1967 am Reck, 1963 am Barren, 1966 im Bodenturnen sowie 1968 im Pferdsprung.

## Leben nach dem Leistungssport
Siegfried Fülle trainierte nach dem Ende seiner aktiven Laufbahn unter anderem Klaus Köste, der bei den Spielen 1972 in München Olympiasieger im Pferdsprung wurde. Von 1991 bis 2004 war er als Landestrainer des Bayerischen Turnverbandes am Landesleistungszentrum in München tätig, darüber hinaus wirkte er während dieser Zeit als Trainer der Turn-Bundesligamannschaft des FC Bayern München sowie als Lehrbeauftragter im Bereich Sportwissenschaften an der Universität München. Zurzeit trainiert Siegfried Fülle den Drittligisten TSV Unterföhring.